# Adrastos von Kyzikos
Adrastos von Kyzikos (altgriechisch Ἄδραστος) war ein antiker, griechischer Mathematiker und Astronom aus Kyzikos. Seine Lebensdaten sind nicht bekannt. Er wird in den Chronika des Kastor von Rhodos erwähnt.
Augustinus überliefert eine Stelle aus der verlorenen Schrift De gente populi Romani von Marcus Terentius Varro, der sich wiederum auf die Chronika des Kastor von Rhodos bezieht. Dort werden Dion von Neapel und Adrastos als Zeugen für ein Wunderzeichen des Planeten Venus genannt und als namhafte (nobiles) Mathematiker bezeichnet. Das habe sich zur Zeit des Königs Ogyges ereignet.
Weitere Lebensumstände oder Werke sind nicht von ihm bekannt.